# تنظیمات اپی ژنتیک miRNA به وسیله ی غذا داروها
غذا داروها، اجزای غذایی فعال زیستی که توسط بسیاری از ترکیبات غذایی طبیعی نشان داده می شوند، برای چند دهه به دلیل اثرات مفید متعدد، از جمله خواص ضد سرطانی آنها، مورد بررسی قرار گرفته اند. علاقه اولیه به توانایی پیشگیری از سرطان/درمانی این عوامل ، مبتنی بر توانایی آنها ،در تأثیرگذاری بر مسیرهای سیگنال دهی متعددی بود ،که در سلول های سرطانی تنظیم نشده اند. با تغییر تمرکز تحقیقات سرطان به حوزه‌های نوظهور مانند تنظیم اپی ژنتیک، microRNAs(miRNAs) و سلول‌های بنیادی سرطانی( CSCs )غذا داروها در ابتدا نامناسب ظاهر شدند. در حالی که غذا داروها به طور فزاینده ای برای تغییر بیان و عملکرد miRNA/CSC ها در حال تحقق هستند.تنظیم اپی ژنتیکی مکانیزمی است که توسط آن این عوامل اثرات ضد سرطانی خود را اعمال می کنند. تعدادی از عوامل به شروع و پیشرفت سرطان‌های انسانی کمک می‌کنند که منجر به تغییراتی در ماشین‌های سلولی می‌شود تا به سلول‌های تومور کمک کند. نتیجه نهایی همه این تغییرات، مقاومت مشاهده شده در برابر آپوپتوز، چرخه سلولی تنظیم نشده و فعال شدن مسیرهای سیگنالینگ است که تکثیر، تهاجم، رگ زایی و مقاومت به داروها را افزایش می دهد. سلول‌های سرطانی اغلب با فعال شدن انکوژن‌ها و همچنین سرکوب سرکوب‌کننده‌های تومور مشخص می‌شوند، که اکنون اعتقاد بر این است که همه آنها با تغییرات اپی ژنتیکی متعدد در کروماتین تنظیم می‌شوند. اهمیت فزاینده اپی ژنتیک در تحقیقات و درمان سرطان با تایید بالینی چندین دارو که تغییرات اپی ژنتیکی را هدف قرار می دهند، پشتیبانی می شود. چنین داروهایی شامل داروهایی هستند که هیستون داستیلازها و متیل ترانسفرازها را مهار می کنند.

### غذا داروها و اپی ژنتیک
غذا داروها تازه وارد تحقیقات سرطان نیستند. فعالیت های ضد سرطانی تعداد زیادی از این ترکیبات به خوبی مستند شده است. تا چند سال پیش، تمرکز اصلی تحقیقات ضد سرطان بر توانایی این ترکیبات در تعدیل مسیرهای سیگنال دهی سلولی متعدد بود. با درک اهمیت اپی ژنتیک در تعیین عملکرد سلولی، تعدادی از مواد مغذی در حال حاضر به دلیل توانایی آنها در مقابله با تغییرات اپی ژنتیکی که با شروع و پیشرفت سرطان همراه است، تحت بررسی هستند.
به عنوان مثال، گزارش‌هایی در مورد توانایی غذا داروها متعدد برای فعال‌سازی اپی ژنتیکی آنتی‌اکسیدان Nrf2 (فاکتور 2 مربوط به فاکتور هسته‌ای-اریتروئید 2 p45) از طریق تداخل با وضعیت متیلاسیون و تغییرات هیستون وجود دارد.در ابتدا ، گزارش شد که یک جزیره CpG در ناحیه پروموتر Nrf2 در موش‌های TRAMP (آدنوکارسینوم تراریخته پروستات موش) متیله شده است که خود به خود به سرطان پروستات مبتلا می‌شوند. با کشف این تغییر اپی ژنتیکی که بیان Nrf2 را کاهش داد، این سوال مطرح شد که آیا مکانیسم اثر غذا داروها، آنتی اکسیدان های قوی و عوامل ضد سرطانی، شامل معکوس کردن متیلاسیون Nrf2 یعنی معکوس کردن تغییرات اپی ژنتیکی است یا خیر؟ در واقع، تعدادی از غذا داروها مانند کورکومین ، سولفورافان، z-ligustilide و همچنین DIM (3،3'-diindolylmethane) نشان داده شده است که Nrf2 را از طریق معکوس کردن متیلاسیون پروموتر به طور اپی ژنتیکی فعال می کنند.

### تنظیم اپی ژنتیکی miRNA ها توسط غذا داروها
تعدادی از گزارش ها، مدولاسیون miRNA ها توسط غذا داروها را مستند کرده اند. از آنجایی که تغییرات اپی ژنتیک در بیان ناهنجار چندین miRNA در سلول‌های سرطانی نقش دارد، غذا داروها در حال حاضر برای توانایی آنها در معکوس کردن این تغییرات که منجر به بازگرداندن "طبیعی" و مهار رشد تومور می‌شود، مورد بررسی قرار می‌گیرند. در اثبات تنظیم اپی ژنتیکی miRNA ها توسط عوامل غذایی، بوتیرات مشتق شده از رژیم غذایی نشان داده شده است که با عمل به عنوان یک مهارکننده هیستون دی استیلاز، miRNA های خوشه ای miR-17-92 انکوژن را مهار می کند.
مهار هیستون داستیلاز توسط بوتیرات شبیه به مهارکننده‌های شناخته شده هیستون داستیلاز سوبرویلانیلید هیدروکسامیک اسید (SAHA) و تریکوستاتین A (TSA) بود که نشان‌دهنده تنظیم اپی ژنتیکی قوی miRNA توسط این ماده غذایی است. علاوه بر این، اخیراً عصاره هسته انگور (GSE) در برابر تومورزایی کولون ناشی از آزوکسی متان (AOM) در موش‌های A/J موثر است.
همچنین تجویز GSE به مدت 18 تا 28 هفته منجر به کاهش قابل توجه بار تومور شد. همراه با اثرات مفید GSE در برابر سیگنالینگ NF-κB، β-catenin و MAPK، شواهدی از تأثیر GSE بر پروفایل های بیان miRNA و ماشین آلات پردازش miRNA وجود دارد. همچنین مدولاسیون اپی ژنتیکی miRNA ها مسئول اثرات مشاهده شده GSE بر التهاب، تکثیر و القای آپوپتوز است.
شواهدی مبنی بر تنظیم اپی ژنتیک توسط کورکومین غذایی وجود دارد.   این ماده غذایی به طور اپی ژنتیکی ، miR-203 را در سلول های سرطانی مثانه تعدیل می کند.
  همچنین مشاهده شد، کاهش قابل توجهی از بیان miR-203 در رده‌های سلولی سرطان مثانه متعدد مانند T24، J82 و TCCSUP در مقایسه با سلول‌های اورواپیتلیال طبیعی جاودانه SV-HUC-1 که نشان دهنده نقش سرکوب‌کننده تومور این miRNA در سلول‌های سرطانی مثانه است.
همچنین بیان miR-203 نیز در بافت‌های بیمار انسانی مورد ارزیابی قرار گرفت.و مشاهده شده است که علت کاهش بیان miR-203 در سلول های سرطانی مثانه، متیلاسیون آن در سلول های سرطانی میباشد. درمان سلول های سرطانی مثانه با کورکومین منجر به افزایش نزدیک به 2 برابری در بیان miR-203 شد.
کورکومین میتواند به تنهایی miR-203 را نیمه متیله کند که منجر به افزایش مشاهده شده در بیان میشود.مطابق با سیگنال‌دهی miR-203، ژن‌های هدف Akt2 و Src در سلول‌های سرطانی مثانه درمان‌نشده افزایش می‌یابد، اما دمتیلاسیون و تنظیم بعدی miR-203 توسط کورکومین منجر به تنظیم پایین این دو ژن میشود. تنظیم اپی ژنتیک miR-203 توسط کورکومین منجر به کاهش تکثیر، تهاجم و القای آپوپتوز میشود.
ایزوتیوسیانات های  سبزیجاتِ cruciferous می توانند متیلاسیون DNA را تحت تاثیر قرار دهند که منجر به اثرات ضد سرطانی آنها می شود. علاوه بر متیلاسیون DNA، ایزوتیوسیانات سولفورافان ،هیستون داستیلاز و miRNA ها را به تنهایی و درترکیب با EGCG  (epigallocatechin gallate) های دیگری تنظیم می کند. همچنین تنظیم اپی ژنتیکی miR-29a و miR-1256 توسط ایزوفلاون مشاهده شده است. 
  درادامه ی تنظیم اپی ژنتیکی miRNA‌ها، که منجر به تنظیم‌زدایی آنها می‌شود، متیلاسیون جزئی توالی DNA miR-29a و miR-1256 ،منجر به کاهش بیان آنها می‌شود. با کاهش بیان این miRNA ها، ژن های هدف TRIM68 و PGK-1 آنها در سلول های سرطانی پروستات القا می شوند.
برای آزمایش مدولاسیون اپی ژنتیکی miR-29a و miR-1256 توسط ایزوفلاون، در صورت وجود، سلول ها با ایزوفلاون تیمار میشوند و اثر دی متیلاسیون ایزوفلاون بر روی سایت های متیلاسیون در سایت های پروموتر miR-29a و miR-1256 مشاهده میشود،که این به وضوح تنظیم اپی ژنتیکی miRNA ها توسط ایزوفلاون را نشان میدهد.
علاوه بر این، دمتیلاسیون miR-29a و miR-1256 توسط ایزوفلاون منجر به لغو مهار آنها شد و ما شاهد افزایش بیان این miRNA ها با سرکوب همزمان اهداف آنها TRIM68 و PGK-1 هستیم. این نتایج جدید در مورد مدولاسیون اپی ژنتیکی miRNA ها توسط ایزوفلاون، امکان استفاده از ایزوفلاون را به عنوان یک ماده غذایی غیر سمی برای معکوس کردن متیلاسیون DNA باز کرد.
در مطالعه‌ای برای درک تنظیم miRNA سیگنال‌دهی گیرنده آندروژن (AR) در سرطان پروستات مقاوم بهcastrate )CRPC)بیان miR-34a را در نمونه‌های بیمار انسانی ارزیابی شد و مشاهده شد که این miRNA به دلیل توانایی آن در هدف قرار دادن AR در فهرست نهایی قرار گرفته و کاهش بیان miR-34a در نمونه های بافت سرطان پروستات از بیماران با درجه گلیسون 7 و بالاتر مشاهده شد که با افزایش بیان AR مطابقت داشت.
در مطالعات مکانیکی انجام شده در سلول های LNCaP و C4-2B، بیان بیش از حد اجباری miR-34a منجر به کاهش بیان AR و همچنین کاهش بیان یکی دیگر از هدف های آن یعنی Notch1  شد.
درمان LNCaP و C4-2B با 6 μM ازBR-DIM  منجر به کاهش تقریباً 30 درصدی متیلاسیون پروموتر miR-34a در سلول های LNCaP و 40 درصد کاهش متیلاسیون در سلول های C4-2B میشود. که چنین تنظیم اپی ژنتیکی توسط BR-DIM ممکن است مسئول تنظیم نهایی سیگنال‌های AR و Notch در سلول‌های سرطان پروستات باشد

### تنظیم اپی ژنتیک CSC توسط غذا داروها
EZH2 یک تنظیم کننده مهم اپی ژنتیکی عملکرد CSC است. این یک تقویت کننده متیل ترانسفراز هیستون از کمپلکس های گروه پلی کامب(polycomb) است که در تنظیم اپی ژنتیکی نقش دارند. در مطالعه‌ای که در سلول‌های سرطانی پانکراس انجام شد، افزایش بیان EZH2 را در سلول‌های تومور مشتق شده از سلول‌های سرطانی پانکراس MiaPaCa-2 مشاهده شد. افزایش بیان چندین نشانگر CSC، مانند EpCAM، lin28B و nanog نیز در این سلول‌ها مشاهده شد که نشان می‌دهد این سلول‌های کره (پانکراتوسفرها) برای نشانگرهای CSC غنی شده‌اند. با عملکردهای اپی ژنتیکی شناخته شده EZH2، و با بررسی اثر آنالوگ کورکومین جدید CDF (کورکومین دی فلورینه شده) مشاهده شد که  در پانکراتوسفرها، CDF به طور قابل توجهی بیان mRNA EZH2 را کاهش داد. 
همچنین گزارش شده است که بیان EZH2 توسط مواد مغذی EGCG، BR-DIM و سولفورافان کاهش می یابد.
DNMT1، آنزیم DNA (سیتوزین 5) - متیل ترانسفراز، تنظیم کننده مهم تغییرات اپی ژنتیکی است. گروه‌های متیل را به باقی مانده‌های سیتوزین در نواحی پروموتر miRNA‌های هدف منتقل می‌کند و در نتیجه بیان آنها را سرکوب می‌کند. یک رابطه پیچیده بین DNMT1 و نشانگرهای CSC oct4، sox2 و nanog2 نشان داده شده است که شامل تنظیم از طریق miR-302 نیز می شود.
DNMT1 همچنین در EMT با واسطه miR-29a نقش دارد. همه این شواهد نشان دهنده یک ارتباط باطل بین DNMT1 و تنظیم اپی ژنتیکی پیوند EMT-CSC است.
جای تعجب نیست که تعدادی از غذا داروها می توانند DNMT1 را مهار کنند که بیشتر به این فرضیه اعتبار می دهد که مواد مغذی دارای پتانسیل تنظیم اپی ژنتیکی هم miRNA ها و هم CSC ها هستند.